# Limonium sventenii
El Limonium sventenii también llamado taxonómicamente  Limonium preauxii es un arbusto  de 1-4 m de alto. Hojas romboidales, enteras, obtusas o mucronuladas. Inflorescencia grande, el tallo florífero principal no alado, cáliz de color malva intenso. Los peciolos destacan por ser cortos. Comúnmente llamada siempreviva de Almagro, es usada comúnmente como planta ornamental.

## Hábitat
Es endémica de la isla de Gran Canaria y donde mejor está representada es en la montaña de Amagro, Gáldar.
- Datos: Q18696314
- Multimedia: Limonium sventenii / Q18696314